# دانشگاه باند

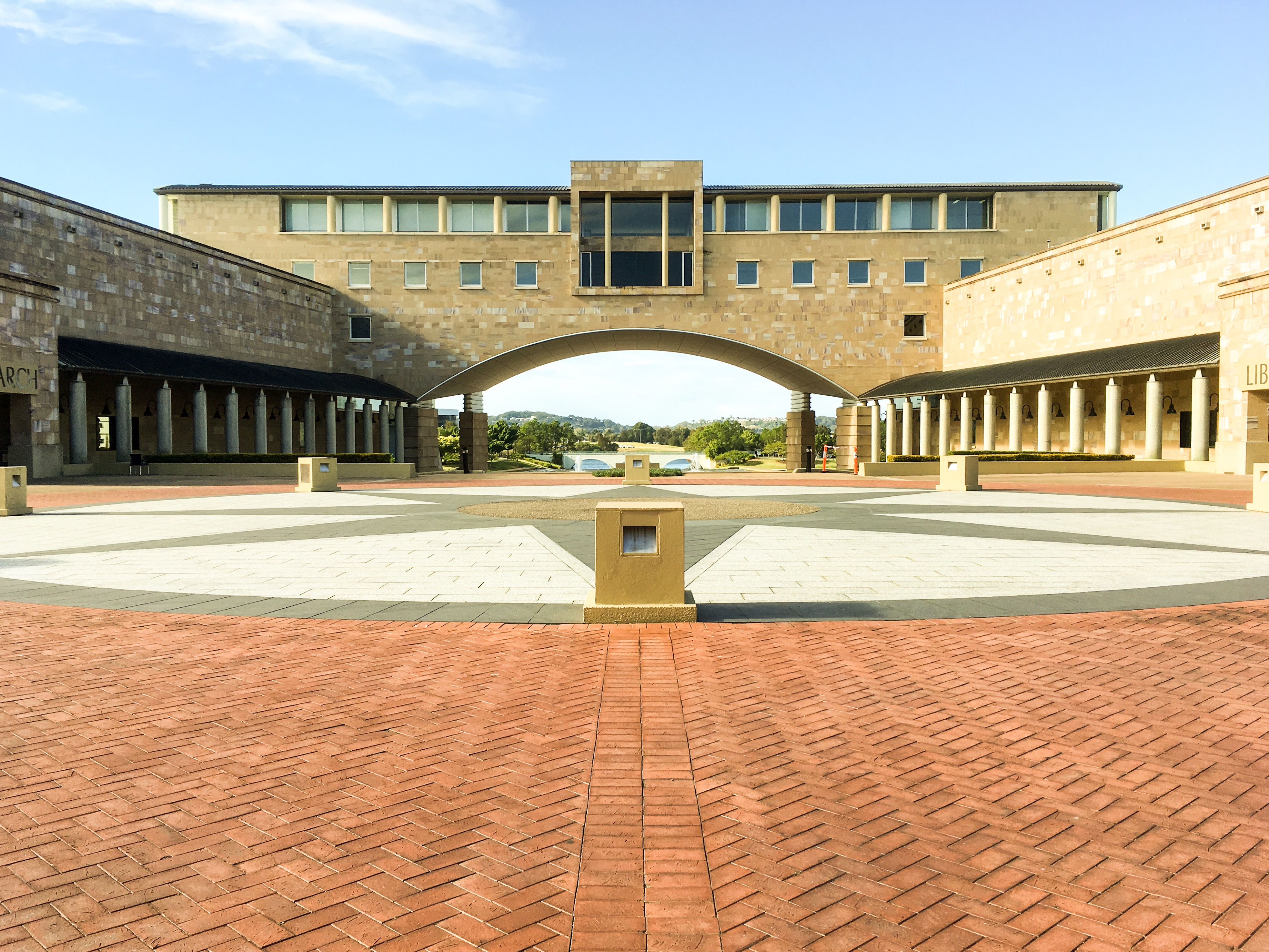
ساختمان معماری، دانشکده جامعه و طراحی و کتابخانه اصلی جان و آلیسون کریک

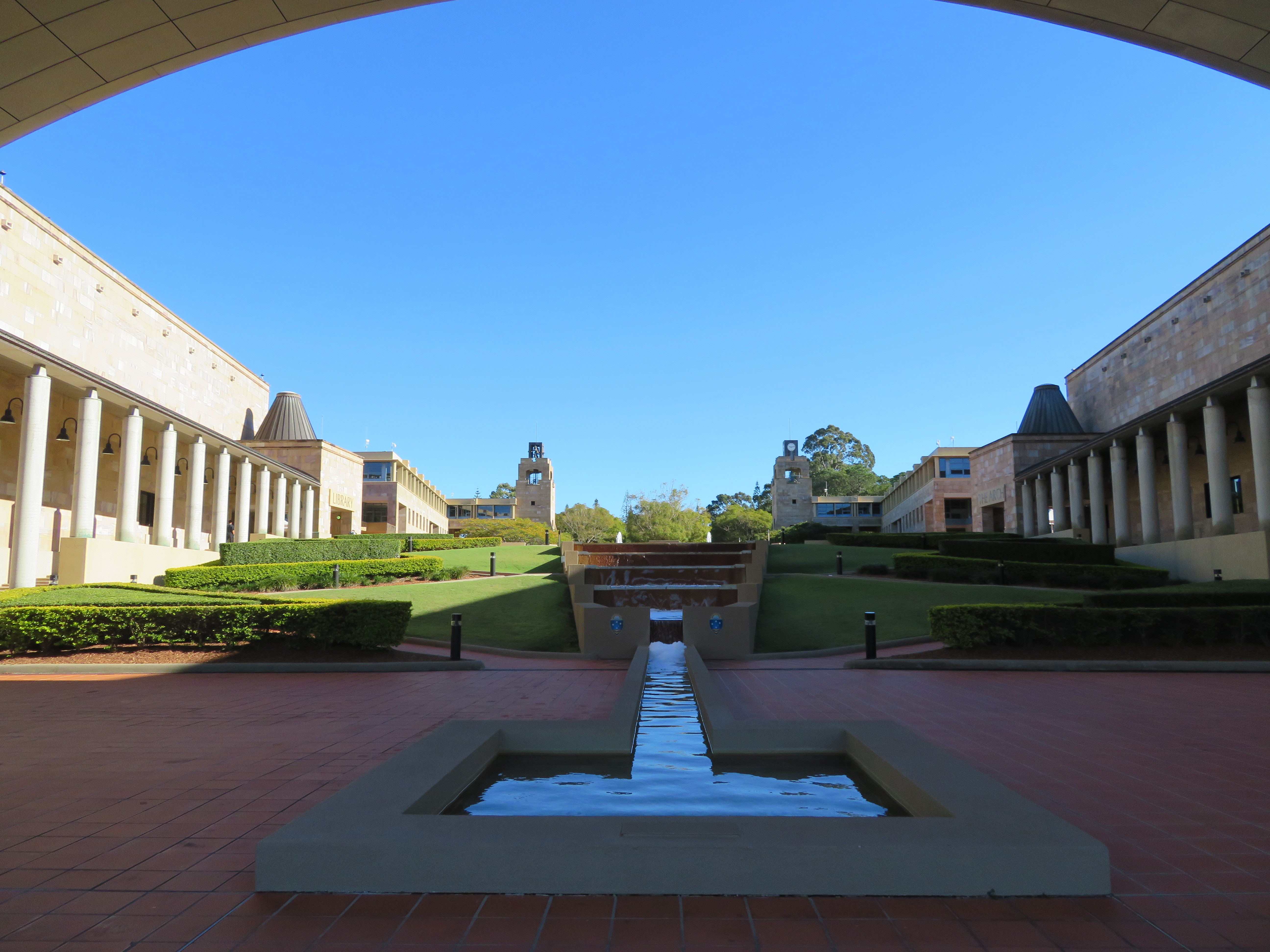
آبنما، برج ناقوس و برج ساعت

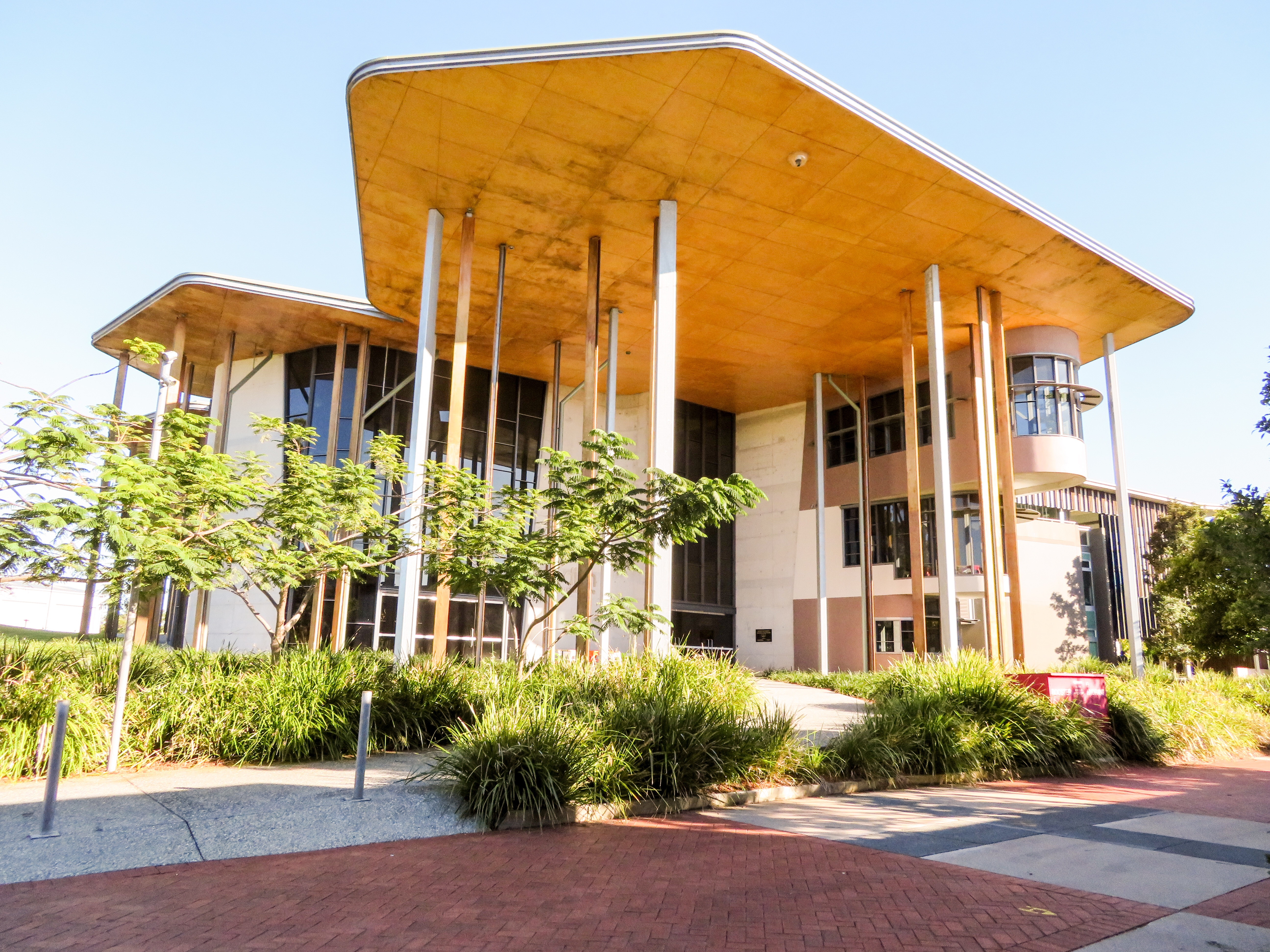
مدرسه معماری

دانشگاه باند (به انگلیسی: Bond University) اولین دانشگاه خصوصی و غیرانتفاعی در استرالیا است که در منطقه روبینا در شهر گلد کوست در کوئینزلند واقع شده‌است.
از زمان افتتاح در ۱۵ مه ۱۹۸۹، دانشگاه باند یک مؤسسه عالی آموزش با تمرکز بر آموزش بود که دارای یک جدول زمانی سه ترم در هر سال است که به دانشجویان اجازه می‌دهد تا در دو سال تحصیلی، کارشناسی را به پایان برسانند.

## رتبه‌بندی (رنکینگ)
طبق رتبه‌بندی QS در سال ۲۰۱۸، دانشگاه باند در رده ۵۰۱+ قرار دارد و طبق رتبه‌بندی دانشگاه‌های استرالیا در رده ۴۰مین دانشگاه برتر استرالیا قرار دارد. در سال ۲۰۱۸ دانشگاه باند بین در ۲۰ دانشگاه برتر معتبر جهان در رده‌بندی بهترین دانشگاه‌های کوچک جهان قرار گرفت.

## دانشکده‌ها
این دانشگاه دارای چهار دانشکده برای حمایت از فعالیت‌های پژوهشی و آموزشی است:
- دانشکده تجارت (بیزینس)
- دانشکده حقوق
- دانشکده علوم بهداشت و پزشکی
- دانشکده جامعه و طراحی

## محوطه دانشگاه و امکانات
- محوطه دانشگاه باند شامل مجموعه‌ای از ساختمان‌هایی در اطراف دریاچه Orr ساخته شده‌اند. این محوطه توسط معمار جکسون طراحی شده و دارای ورودی قابل توجهی از معمار کوئینزلندی رابین گیبسون طراحی شده‌است. ساختمان معماری توسط معمار ژاپنی آراتا ایسوزاکی طراحی شده‌است. دانشجویان دسترسی به تعدادی از امکانات آموزشی، فنی و تفریحی دارند.
- یک اتاق بازرگانی در مه ۲۰۰۷ افتتاح شد که دانشجویان را با محیط تجاری شبیه‌سازی شده آشنا می‌کند. مرکز بازرگانی شامل صفحه نمایش‌های تلویزیون زنده و داده‌های بازار از ۴۰ ترمینال بلومبرگ، بیشتر از هر دانشگاه در استرالیا، فراهم شده‌است. مرکز یادگیری چند رسانه‌ای مؤسسه Balnaves، یک مؤسسه دانشجویی با امکانات فراوان در مارس ۲۰۱۰ افتتاح شد. در ژانویه ۲۰۱۷، مرکز رسانه دیجیتالی جدید به این مرکز اضافه شد.
- مؤسسه بهداشت و ورزش دانشگاه باند که یک مرکز آموزشی و پژوهشی واقع در ۴ کیلومتری محله اصلی دانشگاه باند است شامل اتاق‌های بالینی، فضاهای شبیه‌سازی و اتاق‌های آموزش تخصصی برای برنامه‌های بهداشتی و تحقیقاتی مرتبط با آن شامل کار درمان، فیزیوتراپی و تغذیه و رژیم غذایی است. دانشکده بهداشت و علوم پزشکی مجموعه‌ای کامل از سالن‌های سخنرانی، اتاق‌های آموزشی، اتاق‌های بالینی ویژه و مجموعه‌ای از آزمایشگاه جدید آناتومی ساخته شده با هدف خاص نیز اضافه شد.
- دانشکده معماری شامل کارگاه نوآورانه و آزمایشگاه‌های دیجیتالی است.
- مرکز مهارت‌های حقوقی که در دانشکده حقوق واقع شده‌است. مرکز مهارت‌های حقوقی شامل یک دادگاه صدور مجوز الکترونیکی است.
- دانشگاه باند دارای یک آمفی تئاتر در فضای باز است.
- یک مرکز ورزشی جدید با وسعت ۲۷۰۰ مترمربع است. امکانات موجود دانشجویان عبارتند از: سالن‌های کاملاً مجهز، استخر شنا ۵۰ متر با اندازه گرم المپیک، کلاس‌های ورزشی گروهی، زمین‌های تنیس، زمین اسکواش و زمین‌های والیبال ساحلی.
- دانشگاه باند مسکن خصوصی یا مشترک به دانشجویانی که به دنبال اقامت خارج از محوطه دانشگاه (خوابگاه) هستند، ارائه می‌دهد.

## دانش‌آموختگان
- دیوید بکس‌بای
- توپوی ششم
- گرنت هاکت
- کریس فایدلر
- کی هورست
- دنیل کوالسکی
- جیان رونی